# Associazione per la Storia della Lingua Italiana
L’Associazione per la Storia della Lingua Italiana (ASLI) è un'associazione costituita fra docenti universitari di storia della lingua italiana e di linguistica italiana o di discipline affini, come la filologia romanza, la glottologia e la dialettologia. Fanno parte dell'associazione, oltre ai soci cosiddetti strutturati, i dottori di ricerca e gli assegnisti; prendono parte alle attività e possono intervenire nei congressi dell'associazione anche dottorandi e borsisti. L'associazione, che non ha finalità politiche o di lucro, è stata costituita nel 1992 ed ha sede a Firenze presso l'Accademia della Crusca. Ne sono stati presidenti Ignazio Baldelli, Francesco Bruni, Francesco Sabatini, Gian Luigi Beccaria, Rosario Coluccia, Silvia Morgana, Rita Librandi, Michele Cortelazzo e Pietro Trifone; dal 2024 è presidente Sergio Lubello. Nel 2021 l'ASLI conta oltre 230 iscritti, compresa una ventina di soci stranieri.

## Obiettivi e programmi
Gli obiettivi principali dell'ASLI sono espressi nell'articolo 2 dello Statuto: "promuovere gli studi sulla storia della lingua italiana e, più in generale, sulla lingua italiana, ad ogni livello culturale, scientifico e didattico"; "sostenere la diffusione e lo sviluppo della lingua nazionale". A tal fine, viene rivolto un particolare interesse "all'insegnamento dell'italiano nelle scuole di ogni ordine e grado, sia con proposte sulla formulazione dei programmi scolastici, sia verificando la coerenza tra i programmi e le loro applicazioni, sia assumendo ogni altra iniziativa utile alla migliore e più diffusa conoscenza, tra gli allievi, del patrimonio linguistico contemporaneo e, in misura ragionevole, storico".
Le linee generali del programma, sostanziato di valori educativi e civili, sono anche esposte nel documento Lingua italiana, scuola, sviluppo sottoscritto congiuntamente nel novembre 2009 dall'ASLI, dall'Accademia della Crusca e dall'Accademia dei Lincei e trasmesso al Ministero dell'Istruzione e al Presidente della repubblica Giorgio Napolitano . Con questi interessi e finalità, l'ASLI è interlocutore del MIUR nei tavoli di lavoro ministeriali e di commissioni parlamentari .
L'ASLI intende anche corrispondere alla situazione di crisi e di transizione attraversata dalla lingua italiana nella società odierna per motivi diversi: le nuove esigenze della comunicazione istituzionale, amministrativa, aziendale, mediatica, ecc.; le problematiche suscitate dalla società multietnica; la possibilità di un declassamento dell'italiano nel gruppo ristretto delle lingue stabili dell'Unione europea, al cui interno una posizione predominante assumono sempre più l'inglese, il francese e il tedesco .

## ASLI Scuola

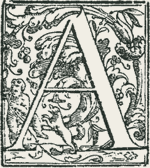
Logo dell'Associazione per la Storia della Lingua Italiana

Nel 2010, per seguire più da vicino e con la dovuta attenzione l'insegnamento dell'italiano nelle scuole e la formazione degli insegnanti, l'ASLI ha costituito al proprio interno la sezione ASLI Scuola, che si presenta come referente e interlocutore nei rapporti con le scuole di ogni ordine e grado e nelle attività di promozione di un insegnamento più efficace della lingua italiana. Dalla sua fondazione, ASLI Scuola è stata coordinata da Paolo D'Achille e in seguito da Massimo Palermo; attuale coordinatore è Claudio Giovanardi. All'ASLI Scuola possono associarsi tutti i docenti d'italiano delle scuole primarie e secondarie.
Gli obiettivi dell'ASLI Scuola sono i seguenti:
- promuovere nelle scuole un più efficace insegnamento della lingua, parlata e non solo scritta, nel convincimento che la materia scolastica denominata “Italiano” o “Lettere italiane” comprenda in realtà due discipline distinte per metodi didattici e contenuti, la lingua e la letteratura, e che una buona conoscenza della letteratura non comporti necessariamente la competenza ad istruire in materia di lingua;
- promuovere sul piano didattico l'idea che la lingua è utilizzata non solo per fare letteratura, ma anche matematica, scienze, geografia; né scriviamo solo testi scientifici o elaborati scolastici, ma anche, nella vita reale, domande alla pubblica amministrazione, lettere personali, verbali di condominio, ecc.

ASLI Scuola promuove una rivista open access di didattica della lingua italiana,  "Italiano a scuola", fondata e attualmente diretta da Roberta Cella e Matteo Viale.
ASLI Scuola è articolata in varie sedi regionali e organizza molteplici iniziative legate all'insegnamento dell'italiano, sia a livello nazionale che locale. Si segnalano in particolare i periodici convegni nazionali, giunti alla terza edizione:
- I. Grammatica e testualità. Metodologie ed esperienze a confronto (Roma, 25-26 febbraio 2015),
- II. Scrivere nella scuola oggi. Obiettivi, metodi, esperienze (Siena, 12-14 ottobre 2017),
- III. Dal testo al testo. Lettura, comprensione e produzione (Roma, 20-22 febbraio 2019).

## Convegni ASLI
L'ASLI promuove seminari, giornate o settimane di studio, convegni internazionali, progetti di alta formazione.
Nei convegni finora svolti l'ASLI ha analizzato i rapporti tra la storia della lingua e altri ambiti di ricerca, a dimostrazione della volontà programmatica di confrontarsi con esperienze e metodi diversi, aprendosi a contatti con giuristi, scienziati, medici, giornalisti, uffici e istituzioni di vario genere: 
- Storia della lingua e storia letteraria (Firenze, 1997),
- Storia della lingua e storia (Catania, 1999),
- Storia della lingua e storia dell'arte (Roma, 2002),
- Storia della lingua e storia della musica (Sanremo, 2004),
- Storia della lingua e storia del teatro (Bologna, 2006),
- Storia della lingua e storia della cucina (Modena, 2007),
- Storia della lingua e filologia (Pisa e Firenze, 2008),
- Storia della lingua e dialettologia (Palermo, 2009),
- Storia della lingua e storia dell'Italia unita (Firenze, 2010),
- Il Vocabolario degli Accademici della Crusca (1612) e la lessicografia in Italia (Padova e Venezia, 2012),
- L'italiano della politica e la politica per l'italiano (Napoli, 2014),
- Etimologia e storia di parole (Firenze, 2016),
- Pragmatica storica dell’italiano. Modelli e usi comunicativi del passato (Catania, 2018),
- Lessicografia storica dialettale e regionale (Milano, 2020).